# TERGV
Le transport express régional à grande vitesse, abrégé en TERGV (ou TER-GV), est un mode de transport mis en place en 2000 dans l'ancienne région Nord-Pas-de-Calais, puis étendu en 2020 dans la nouvelle région Hauts-de-France. Il s'agit de rames TGV (cas unique en France pour une desserte TER), circulant à grande vitesse sur la LGV Nord, dont une partie du coût est prise en charge par la région et qui sont accessibles avec un billet TER ouvert (sans réservation d'horaire et de place, contrairement au service TGV inOui). L'appellation TERGV étant propre à cette région, on parle plus génériquement de « service régional à grande vitesse » (SR-GV).

## Principe et appellations
« TERGV » est formé par la contraction des sigles « TER » et « TGV ». Les TERGV sont des TGV financés par la région et effectuant des liaisons régionales à grande vitesse. Ces trains sont parfois simplement appelés TGV (notamment dans certaines gares, sur les panneaux ou dans les annonces vocales) ou, plus rarement, simplement TER (notamment sur le site de la SNCF). Les liaisons sont effectuées soit par des TGV préexistants (rames en provenance ou à destination de Paris-Nord), soit par des TGV affrétés par la région (avec des sillons spécifiques).
L'appellation TERGV est uniquement utilisée dans les Hauts-de-France ; pour le reste de la France, le terme générique retenu par la SNCF est « service régional à grande vitesse » (SR-GV).

## Histoire

### Mise en service
Lors de la campagne pour les élections régionales de 1998, le candidat socialiste Michel Delebarre annonce sa volonté de rapprocher toute la région Nord-Pas-de-Calais de la ville de Lille, qui en est la préfecture. Élu président du conseil régional du Nord-Pas-de-Calais à la suite de ces élections, il lance le projet « TERGV » qui propose de relier les villes les plus éloignées de la métropole lilloise en moins d'une heure. Deux ans de concertation entre Marie-Christine Blandin et la SNCF sont nécessaires, celle-ci répugnant à « amalgamer les hommes d'affaires usagers du TGV aux salariés besogneux abonnés au TER », selon Dominique Plancke, conseiller régional Vert et président de la commission transport.
En exploitant la LGV Nord (notamment utilisée par les TGV Paris – Lille – Calais et les Eurostar) alors récemment ouverte, le Nord-Pas-de-Calais est la première région française à mettre en place un service de trains régionaux à grande vitesse. Les premiers trains sont mis à l'essai pour un an, à partir du 28 mai 2000, sur deux liaisons :
- Lille-Europe – Calais - Fréthun (30 min) – Boulogne-Ville (55 min) ;
- Lille-Europe – Dunkerque (30 min).

Grâce à sa bonne acceptation par le public, le conseil régional prolonge l'opération, après mai 2001, en proposant des relations plus régulières ainsi qu'une nouvelle liaison entre Lille-Europe et la gare de Calais-Ville, à raison d'un aller-retour par jour.

### Des liaisons supplémentaires
En 2003, une autre relation, Lille-Europe – Arras, est mise en place à titre expérimental et à raison d'un aller-retour par jour. Cette relation ne nécessite pas de supplément tarifaire. Depuis 2007, cette relation s'est étoffée, car elle constituait un véritable succès.

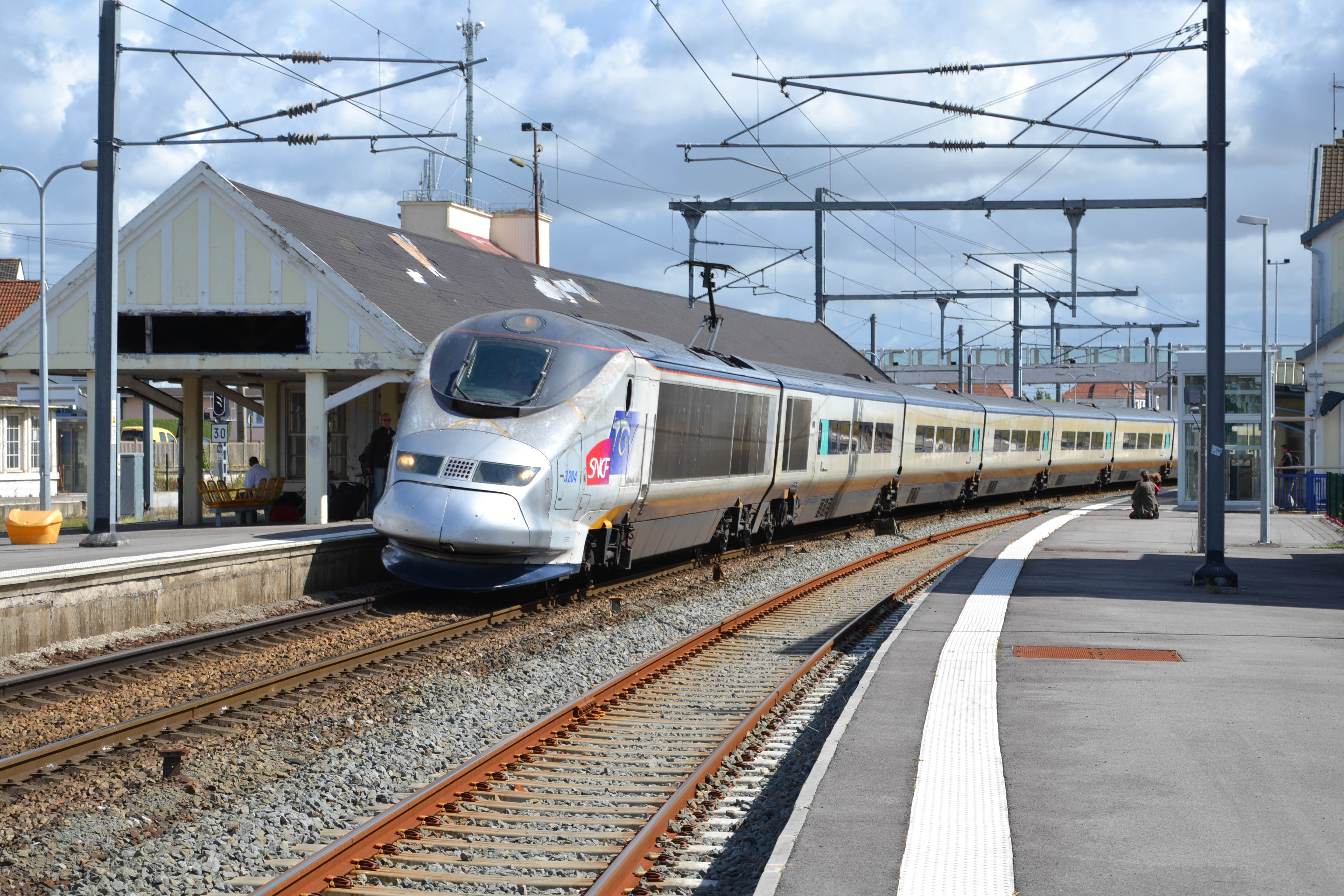
Rame de type TGV TMST, vue à Étaples - Le Touquet en 2014, alors utilisée pour assurer le service TERGV.

Une prolongation de la ligne TERGV entre Lille-Europe et Boulogne-Ville vers les gares d'Étaples - Le Touquet et de Rang-du-Fliers - Verton - Berck est lancée le 10 décembre 2010, grâce à l'électrification d'une section de la ligne de Longueau à Boulogne-Ville.
La liaison entre Lille et Arras est prolongée jusqu'à Amiens, à partir du 15 décembre 2019 (la première circulation a toutefois lieu le 6 janvier 2020, en raison du mouvement social contre le projet de réforme des retraites). Les trains empruntent la ligne classique entre ces deux dernières villes,.
Tandis que l'association « À fond de train » militait en 2008 pour une relation rapide entre la métropole lilloise et l'Avesnois, aucune mesure n'a été lancée pour relier Avesnes-sur-Helpe à Lille en TERGV.

## Consistance du réseau
Depuis décembre 2019, le réseau TERGV (dans le cadre de la restructuration du réseau TER Hauts-de-France dont il fait partie) est réorganisé en trois lignes de la famille « Krono+ GV » :
- Dunkerque – Lille-Europe – Arras – Amiens (K90+) ;
- Calais - Fréthun – Lille-Europe – Arras (K92+) ;
- Arras – Lille-Europe – Calais - Fréthun[14] – Boulogne-Ville – Étaples - Le Touquet – Rang-du-Fliers - Verton - Berck (K94+).

## Exploitation

### Tarification et financement
Pour utiliser le service, le voyageur doit se munir d'un supplément tarifaire, le « Supplément Grande Vitesse ». Il peut choisir soit un « Supplément Grande Vitesse journée » à 2 € (originellement 3), soit un « Supplément Grande Vitesse semaine » à 12 €, soit enfin un « Supplément Grande Vitesse mensuel » de 22 €. La région Nord-Pas-de-Calais paie plus de 80 % du prix du billet à la SNCF,. Le TERGV coûte donc cher[Combien ?] à la région.
Le surcoût d'exploitation d'un TGV est de 3 € par km, par rapport aux TER classiques qui reviennent de 10 à 20 € par km.
En 2007, un TER coûte entre 25 000 et 35 000 euros à la place, tandis qu'un TGV coûte entre 40 000 et 50 000 euros. Pour que le matériel soit rentable pour la région, il ne faut pas que celui-ci dépasse le coût à la place d'un TGV. La région a failli acheter du matériel TGV à la SNCF, mais cette proposition n'a pas vu le jour. Un matériel hybride serait la meilleure solution, mais il faudrait que plusieurs régions réalisent un appel d'offres[réf. nécessaire].

### Trafic
Le TERGV est apprécié par les usagers. Entre 2003 et 2009, la fréquentation est passée de 8 200 à 22 000 voyageurs.
En gare de Lille-Europe, les voyageurs sont 2 000 de 16 h à 20 h. Ainsi, les TERGV vers la gare de Boulogne-Ville du vendredi soir sont plus que remplis. Il y aurait 700 personnes pour 400 places,. Catherine Bourgeois, conseillère régionale et présidente du comité de ligne, rappelle que le TERGV est « victime de son succès, la preuve que le train ça marche ».
Plusieurs solutions ont été proposées pour résoudre ce problème de fréquentation. On peut citer celle de mettre un « TER rapide entre Lille et Calais » sur voie classique, d'utiliser des rames offrant une plus grande capacité, mais également de doubler ces rames, voire d'instaurer une liaison quotidienne supplémentaire. En septembre 2009, il a été choisi de rajouter une rame de 690 places en plus, d'un coût supplémentaire de 99 000 € pour le conseil régional du Nord-Pas-de-Calais.
En janvier et avril 2010, des rames NOL (TGV TMST), d'une capacité de 558 places assises sont venues augmenter les capacités .

## Service régional à grande vitesse dans d'autres régions
La mise en service de la LGV Bretagne-Pays de la Loire, avec celle de la virgule de Sablé permet, depuis juillet 2017, des liaisons régionales à grande vitesse entre Rennes, Laval, Angers et Nantes. Huit rames Z 21500 ont fait l'objet d'adaptations, pour circuler à 200 km/h sur la ligne à grande vitesse entre Sablé et Laval.
D'autres régions ont mis en place des liaisons à 200 km/h, dès les années 1990, mais sur des lignes classiques adaptées : le TER 200, en Alsace (désormais Grand Est), et l'Interloire, dans le Centre-Val de Loire et les Pays de la Loire.